# Raúl Alfonso Carrillo Martínez
Raúl Alfonso Carrillo Martínez (* 20. September 1964 in Ubaté, Kolumbien) ist ein kolumbianischer römisch-katholischer Geistlicher und Apostolischer Vikar von Puerto Gaitán.

## Leben
Raúl Alfonso Carrillo Martínez empfing am 14. Mai 1990 empfing er die Priesterweihe für das Bistum Zipaquirá.
Papst Franziskus ernannte ihn am 8. April 2016 zum Apostolischen Vikar von Puerto Gaitán und zum Titularbischof von Afufenia. Die Bischofsweihe spendete ihm der Kardinalpräfekt der Kongregation für die Evangelisierung der Völker, Fernando Filoni, am 22. Mai desselben Jahres. Mitkonsekratoren waren der Apostolische Nuntius in Kolumbien, Erzbischof Ettore Balestrero, und der Erzbischof von Bogotá, Rubén Kardinal Salazar Gómez. Die Amtseinführung in Puerto Gaitán fand am 16. Juni 2016 statt.
Vom 25. April 2020 bis zum 8. Juni 2023 war er während der Sedisvakanz zusätzlich Apostolischer Administrator des Apostolischen Vikariats Puerto Carreño.